# عصور نحاسية أوروبية

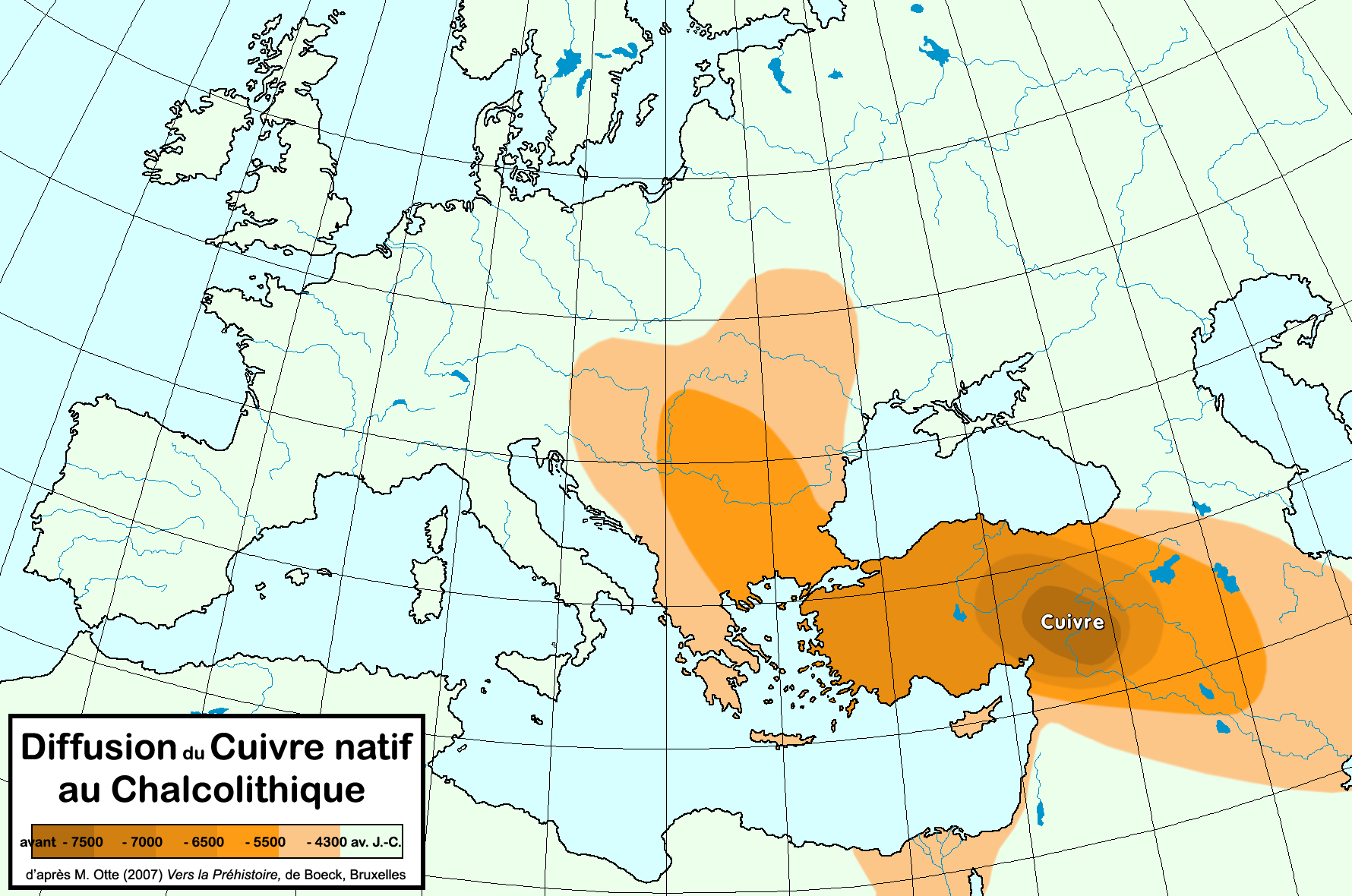

استمرت العصور النحاسية الأوروبية ما قبل التاريخ منذ عام 3500 إلى 1700 قبل الميلاد تقريبًا.
كانت فترة من العصر الحجري الحديث، وتميزت بظهور أول الطبقات الاقتصادية، وربما التواجد الأولي لمتحدثي اللغات الهندية الأوروبية.
لم يعتمد الاقتصاد في العصر الحجري (حتى في المناطق التي لم يستخدم فيها النحاس بعد) على المجتمعات والقبائل الفلاحية: بدأ إنتاج بعض المواد في مواقع محددة وتوزيعها على مناطق واسعة. تطورت عملية صنع المعادن والحجر بشكل خاص في بعض المناطق، إلى جانب تحويل تلك المواد إلى سلع ثمينة.

## العصر النحاسي القديم
استمر من 3500 إلى 3000 سنة قبل الميلاد، بدأ استخدام النحاس في البلقان وأوروبا الشرقية وأوروبا الوسطى. ربما كان تأثير تربية الخيول على تلك الفترة أكبر من تأثير النحاس نفسه إذ نتج عنها زيادة انتقال الحضارات. دخل أوروبا الشرقية منذ 3500 سنة على ما يبدو أشخاص من مناطق خلف نهر الفولغا، وأنشأوا مجموعة عرفت باسم حضارة سريدني ستوغ، والتي حلت مكان حضارة دنيبر دونتس السابقة، ما دفع السكان الأصلين إلى الهجرة في اتجاه الشمال الغربي نحو البلطيق والدنمارك، حيث اختلطوا مع السكان الأصليين. قد يكون ذلك مرتبطًا بانتشار اللغات الهندية الأوروبية.

## العصور النحاسية الوسطى
امتدت هذه الفترة على النصف الأول من الألفية الثالثة قبل الميلاد. الأهم من ذلك هو إعادة تنظيم شعب الدانوب في حضارة بادن القوية، والتي امتدت تقريبًا إلى الإمبراطورية النمساوية المجرية في الآونة الأخيرة. أعيد هيكلة بقية دول البلقان بعد الغزوات، ولم يُظهِر أيٌّ منهم أي سمات شرقية (أو هندية أوروبية) باستثناء حضارة كوتوفيني الجبلية. أظهرت حضارة إزيرو الجديدة في بلغاريا السمات الأولى لاستعمال البرونز الزائف (سبيكة من النحاس والزرنيخ). وكذلك فعلت أول مجموعة كبيرة في منطقة بحر إيجة: حضارة السيكلادي بعد عام 2800 قبل الميلاد.
يُعتقد أنّ الجماعات الهندية الأوروبية في الشمال تقلّصت مؤقتًا لفترة من الزمن، وعانت من دخول حضارة الدانوب بقوة. سيطر أجداد الإيرانيين في الشرق على شعوب ما وراء نهر الفولغا (حضارة يامنايا)، وبالتأكيد الهنود ـ الأوروبيين الشرقيين. توجد العلامة الوحيدة للوحدة في الغرب في الحضارة المغليثية المتطورة، والتي امتدت من جنوب السويد إلى جنوب إسبانيا بما في ذلك أجزاء كبيرة من جنوب ألمانيا. لكن بدت مجموعات البحر المتوسط والدانوب في الفترة السابقة مجزأة ضمن العديد من المجموعات الصغيرة. اندفعت حضارة نهر الدانوب سين –أويس -مارن منذ عام 2800 قبل الميلاد بشكل مباشر أو غير مباشر جنوبًا، ودمرت معظم الحضارة الجندلية الغنية في غرب فرنسا. سببت الكثير من الظواهر بعد 2600 قبل الميلاد تغييرات في الفترة التالية:
ظهرت مدن ذات جدران حجرية في منطقتين مختلفتين في شبه الجزيرة الأيبيرية: واحدة في منطقة استريمادورا البرتغالية (حضارة فيلا نوفا دي ساو بيدرو)، وهي جزء لا يتجزأ من الحضارة الصغرى في العصر الأطلسي، تقع المدينة الأخرى بالقرب من المرية (جنوب شرق إسبانيا) حول بلدة لوس ميلاريس الكبيرة ذات الطابع المتوسطي، والتي ربما تأثرت بتدفقات الحضارات الشرقية. بدا أنَّ الحضارتين على اتصال ودّي ولديهما تبادلات كثيرة على الرغم من الاختلافات الكبيرة. ظهرت حضارة جديدة غير متوقعة تكونت من الرماة في منطقة دوردونيي في آكيتين في فرنسا سميت حضارة أرتيناك، والتي تحكمت في غرب وشمال فرنسا وبلجيكا. أعادوا تنظيم الهنود-الأوروبيين في بولندا والمناطق المجاورة وتوحيدهم مرة أخرى مع مجموعات حضارة الأمفوراس (القدور الدائرية). ومع ذلك فقد غير تأثير الاتصال المباشر مع شعوب الدانوب والذي امتد لقرون عديدة من حضارتها إلى حد كبير.

## العصور النحاسية الأخيرة
امتدت هذه الفترة منذ عام 2500 قبل الميلاد. أو عام 1800 / 1700 قبل الميلاد (حسب المنطقة). كان التأريخ موحدًا في أوروبا بأكملها، وكانت منطقة بحر إيجه تمرَّ في العصر البرونزي. هجّرت حضارة الكاتا كومب الجديدة والتي تملك أصول هندية أوروبية نحو 2500 قبل الميلاد شعب يمنايا في المناطق الواقعة شمال وشرق البحر الأسود، وحصرتهم في منطقتهم الأصلية شرق نهر الفولغا. تسلل بعضهم إلى بولندا وربما لعبوا دورًا هامًا ولكنه غير واضح في تحويل حضارة الأمفوراس إلى حضارة الخزف المحزم. استُخدم النحاس في بريطانيا بين القرنين الخامس والعشرين والثاني والعشرين قبل الميلاد، لكن لا يعترف بعض علماء الآثار بالعصر النحاسي البريطاني الاخير لأن إنتاج واستخدام النحاس كان على نطاق صغير.
استبدل هذا الشعب نحو عام 2400 قبل الميلاد أسلافه وتوسع في مناطق الدانوب وشمال غرب ألمانيا. غزت إحدى مجموعاتهم الدنمارك وجنوب السويد، بينما أظهرت منطقة منتصف حوض الدانوب سمات واضحة للنخب الهندية الأوروبية الجديدة (حضارة فويدول). وصلت شعوب أرتناك في الغرب إلى بلجيكا في ذات الوقت. وقُضي على حضارات الدانوب مع استثناء جزئي لحضارة فويدول، والتي كانت حضارات مزدهرة قبل بضعة قرون. شغل ما تبقى من هذه الفترة حضارة غامضة لشعب البيكر. يبدو أن هذه المجموعة كانت ذات طابع تجاري ومارست الدفن وفقًا لطقوس محددة غير ثابتة. ولم يظهروا خارج منطقتهم الأصلية في غرب أوروبا الوسطى إلا داخل الحضارات المحلية، لذلك فهم لم يقوموا بأي غزوات أو استقبال لمجموعات أخرى أبدًا، بل ذهبوا للعيش بين مجموعات أخرى مع الحفاظ على طريقة حياتهم. ولذلك يُعتقد أنهم تجار.
لم يطرأ على بقية القارة أي تغيير وبقيت في سلام ظاهري غالبًا. ظهرت في عام 2300 قبل الميلاد حضارة القدور الجرسية في بوهيميا وتوسعت في اتجاهات عديدة وخصوصًا نحو الغرب على طول مدينة رون وشواطئ البحر، ووصلت إلى حضارة فيلا نوفا (في البرتغال) وكاتالونيا (في إسبانيا). تلاشت في ذات الوقت في عام 2200 قبل الميلاد حضارة السيكلاديك في منطقة بحر إيجه، واستبدلت بالمرحلة الجديدة للحضارة المينوسية في جزيرة كريت.